# Katsushi Kurihara
Katsushi Kurihara (栗原 克志 Kurihara Katsushi?,  nacido el 29 de julio de 1977 en Chiba) es un exfutbolista japonés. Jugaba de defensa y su último club fue el JEF United Ichihara de Japón.

## Trayectoria

### Clubes
| Club                | País  | Año         |
| ------------------- | ----- | ----------- |
| JEF United Ichihara | Japón | 1996 - 1999 |